# Goulven Gallais
 (mars 2017).
Si vous disposez d'ouvrages ou d'articles de référence ou si vous connaissez des sites web de qualité traitant du thème abordé ici, merci de compléter l'article en donnant les références utiles à sa vérifiabilité et en les liant à la section « Notes et références ».
Goulven Gallais est un illustrateur et graphiste français né à Saint-Brieuc (Côtes d'Armor) le 29 avril 1961.

## Biographie
Dès son arrivée à Paris début 1983, Goulven Gallais rencontre Jean-François Pénichoux, illustrateur auquel il devra ses premières publications. 
De 1985 à 1992, il travaille comme assistant pour Editing Productions, société de production télévisuelle dirigée par André Halimi. Avec Rémi Maligrëy et Kiki Picasso, il est l'un des trois illustrateurs de la série Profession Comique pour laquelle il crée 51 jingles dans 10 émissions diffusés sur Antenne 2 (futur France 2). Pour l'une des dernières émissions de la série il utilise la technique de l'animatique (animation électronique d'éléments disparates), rare dans ce contexte.
Il collabore ensuite avec les éditions Fleurus Mame, illustrant notamment 15 couvertures de la collection hagiographique Belles Histoires Belles Vies, dont les plus notables Yves Hélory, Jean l'Évangéliste et François-Xavier. Sans délaisser pour autant les techniques traditionnelles, le passage à l'image numérique s'effectuera à la faveur d'une collaboration avec les éditions Atlas, à la frontière des années 2000. 
Il collabore ensuite notamment avec le groupe de presse informatique Groupe Tests (aujourd'hui Groupe 01), pour le compte de plusieurs titres du groupe (01 Informatique, 01 Réseaux, DSI, l'Ordinateur Individuel, le Nouvel Hebdo). Parmi ces réalisations on compte l'illustration complète du numéro 97 de 01 Réseaux (couverture et dossier spécial) et la couverture du centième numéro de 01 Réseaux.
Simultanément il poursuit avec les Éditions Bayard une collaboration longue d'une dizaine d'années durant laquelle il réalise de nombreuses bandes dessinées et illustrations pour le quotidien Ouest-France, dont les pages Jeunesse sont conçues pour partie rue Bayard, ainsi que des images traditionnelles ou 3D pour diverses publications maison comme Images Doc et Planète Jeunes. Ce dernier titre, destiné à l'Afrique francophone, voit ses pages Jeux et Sciences entièrement conçues en infographie 3D, procédure inédite pour cette publication.
Par cette approche novatrice à la fois chez Groupe Tests et chez Bayard, il devient un des tout premiers illustrateurs en France à façonner de l'imagerie 3D de haut niveau pour la presse grand public.